# La Paloma adieu
«La Paloma adieu» es una canción interpretada por la cantante francesa Mireille Mathieu, inspirada en la canción española «La paloma» de Sebastián Iradier. Fue lanzada en octubre de 1973 como el último sencillo de su álbum C'est l'amour et la vie que je te dois.

## Lista de canciones
French 7-inch single
1. «La Paloma adieu» – 3:49
2. «C'est l'amour et la vie que je te dois» – 2:46

Dutch and German 7-inch single
1. «La Paloma ade» – 3:49
2. «Mein letzter Tanz» – 3:44

## Otras versiones
Además de la versión francesa, la canción también fue grabada por Mathieu en español bajo el título «La Paloma vendrá», en alemán bajo el título «La Paloma ade» y en inglés bajo el título «La Paloma Goodbye».

## Posicionamiento

### Gráfica semanal
| Gráfica (1973–74)                    | Pico de posición |
| ------------------------------------ | ---------------- |
| Bélgica (Valonia) (Ultratop Singles) | 7                |
| Francia (IFOP)                       | 4                |

| Gráfica (1973–74)                    | Pico de posición |
| ------------------------------------ | ---------------- |
| Alemania (Offizielle Top 100)        | 1                |
| Austria (Ö3 Austria)                 | 3                |
| Bélgica (Flandes) (Ultratop Singles) | 3                |
| Países Bajos (Nederlandse Top 40)    | 6                |
| Países Bajos (Single Top 100)        | 7                |
| Suiza (Schweizer Hitparade)          | 3                |

### Gráfica de fin de año
| Gráfica (1973)                       | Pico de posición |
| ------------------------------------ | ---------------- |
| Bélgica (Flandes) (Ultratop Singles) | 49               |
| Países Bajos (Nederlandse Top 40)    | 70               |
| Países Bajos (Single Top 100)        | 55               |

| Gráfica (1974)                | Pico de posición |
| ----------------------------- | ---------------- |
| Alemania (Offizielle Top 100) | 26               |
| Austria (Ö3 Austria)          | 5                |